# Haploskupina J (mtDNA)
Haploskupina J je haploskupina lidské mitochondriální DNA.
Haploskupina J se stejně jako haploskupina T vyčlenila z haploskupiny JT.
Bryan Sykes použil ve své knize Sedm dcer Eviných pro zakladatelku haploskupiny J jméno Jasmína.

## Původ
Před zhruba 45 000 lety se v DNA ženy žijící v oblasti Malé Asie nebo Kavkazu vyskytla náhodná mutace. Později se vyskytly i další mutace a díky tomu lze stopovat i dílčí podskupiny J1a1 (mutace před 27 000 lety), J2a (před 19 000 lety), J2b2 (před 16 000 lety), J2b3 (před 5 800 lety) atd. Haploskupina J (spolu s ‘T’) je spojena s rozvojem zemědělství a pastevectví na území Evropy v době neolitu (před 8 000 až 10 000 lety). Všechny ostatní skupiny s původem v Západní Eurasii (H, V, U, K, W, I, X) byli lovci a sběrači.

## Výskyt
Nejčastěji se vyskytuje na Blízkém Východě (12 % populace). Následuje Evropa (11 %), Kavkaz (8 %) a Severní Afrika (6 %). Ze dvou hlavních podskupin patří J1 čtyři pětiny s výskytem po celém kontinentu, zatímco J2 je koncentrovanější. Nachází se ve Středomoří, zvláště Turecku, Řecku, Itálii/Sardinii a Španělsku. Překvapivý je výskyt haploskupiny J2 (10 %) mezi Mansy v údolí řeky Ob. To naznačuje neolitickou expanzi této haploskupiny směrem k Uralu. Na východ od Kavkazu se haploskupina J2 vyskytuje v severním Íránu (5 %), Ázerbájdžánu a Turkmenistánu (shodně po 3 %). V Pákistánu, kde se v populaci některých etnických skupin vyskytuje až 50 % obyvatel s původem v Západní Eurasii, dosahuje J1 průměrně okolo 5 %, zatímco J2 je zde ojedinělá. Zvláštností je 9% výskyt mezi Kalachy, malým etnikem, obývajícím pákistánské pohoří Hindúkuš.

## Rozšíření na území Evropy
Přehled oblastí s výskytem vyšším než jsou 2 % populace:
J* = Irsko – 12 %, Anglie-Wales – 11 %, Skotsko – 9 %, Orkneje – 8 %, Německo – 7 %, Rusko (evropská část) – 7 %, Island – 7 %, Bulharsko-Turecko – 6 %, Rakousko-Švýcarsko – 5 %, Finsko-Estonsko – 5 %, Španělsko-Portugalsko – 4 %, Francie-Itálie – 3 %
J1 = Bulharsko-Turecko – 5 %
J1a = Rakousko-Švýcarsko – 3 %
J1b1 = Skotsko – 4 %
J2 = Bulharsko-Turecko – 3 %, Francie-Itálie – 2 %
J2a = Rovnoměrně po celé Evropě. Chybí u národů v okolí Kavkazu.
J2b1 = V Evropě se prakticky nevyskytuje. V různých formách nalezena na Blízkém Východě.
| Fylogenetický strom haploskupin lidské mitochondriální DNA (mtDNA) |                                      |      |      |      |      |      |      |      |      |      |      |      |      |      |    |    |        |        |   |   |   |   |   |   |   |  |   |   |   |   |  |  |  |  |    |    |    |
|                                                                    | Poslední společný předek (mtDNA) (L) |      |      |      |      |      |      |      |      |      |      |      |      |      |    |    |        |        |   |   |   |   |   |   |   |  |   |   |   |   |  |  |  |  |    |    |    |
| L0                                                                 | L1–6                                 | L1–6 | L1–6 | L1–6 | L1–6 | L1–6 | L1–6 | L1–6 | L1–6 | L1–6 | L1–6 | L1–6 | L1–6 | L1–6 |    |    |        |        |   |   |   |   |   |   |   |  |   |   |   |   |  |  |  |  |    |    |    |
| L0                                                                 | L1                                   | L2   |      |      |      | L3   | L3   | L3   | L3   | L3   | L3   | L3   | L3   | L3   | L3 | L3 | L3     | L3     |   |   |   |   |   |   |   |  |   |   |   |   |  |  |  |  | L4 | L5 | L6 |
| L0                                                                 | L1                                   | L2   | M    | M    | M    | M    | M    | M    | M    | N    | N    | N    | N    | N    | N  |    |        |        |   |   |   |   |   |   |   |  |   |   |   |   |  |  |  |  | L4 | L5 | L6 |
| L0                                                                 | L1                                   | L2   | CZ   | CZ   | D    | E    | G    | Q    |      | O    | A    | S    | R    | R    | R  | R  | R      | R      | R | R | R | R | R | R | R |  | I | W | X | Y |  |  |  |  | L4 | L5 | L6 |
| L0                                                                 | L1                                   | L2   | C    | Z    | D    | E    | G    | Q    | B    | O    | A    | S    | F    | R0   | R0 |    | pre-JT | pre-JT |   |   | P | P |   | U |   |  | I | W | X | Y |  |  |  |  | L4 | L5 | L6 |
| L0                                                                 | L1                                   | L2   | C    | Z    | D    | E    | G    | Q    | B    | O    | A    | S    | F    | HV   | HV | JT | JT     | K      |   |   | P | P |   |   |   |  | I | W | X | Y |  |  |  |  | L4 | L5 | L6 |
| L0                                                                 | L1                                   | L2   | C    | Z    | D    | E    | G    | Q    | B    | O    | A    | S    | F    | H    | V  | J  | T      | K      |   |   | P | P |   |   |   |  | I | W | X | Y |  |  |  |  | L4 | L5 | L6 |